# ФК Хекен
ФК Хекен (швед. BK Häcken) је шведски фудбалски клуб из Гетеборга који се такмичи у Првој лиги Шведске. Своје утакмице као домаћини играју на стадиону Рамбергсвален, капацитета 7.000 места. Клуб је основан 2. августа 1940. године.

## Успеси
- Прва лига Шведске:
  - Други (1): 2012.

- Друга лига Шведске:
  - Првак (1): 2004.
  - Други (1): 2008.

- Куп Шведске:
  - Финалиста (3): 1989/90, 2018/19, 2022/23

## Хакен у европским такмичењима
| Сезона   | Такмичење        | Коло        | Држава     | Екипа               | Резултат |
| -------- | ---------------- | ----------- | ---------- | ------------------- | -------- |
| 2007/08. | Куп УЕФА         | 1. коло кв. | Исланд     | Рејкјавик           | 1:1, 1:0 |
|          |                  | 2. коло кв. | Шкотска    | Данфермлајн атлетик | 1:1, 1:0 |
|          |                  | 1. коло     | Русија     | Спартак Москва      | 0:5, 1:3 |
| 2011/12. | УЕФА лига Европе | 1. коло кв. | Луксембург | Керјенг 97          | 1:1, 5:1 |
|          |                  | 2. коло кв. | Финска     | Хонка               | 1:0, 2:0 |
|          |                  | 3. коло кв. | Финска     | Насионал Фуншал     | 2:1, 0:3 |
| 2013/14. | УЕФА лига Европе | 2. коло кв. |            |                     |          |

## Познати играчи
- Арнор Гудјонсен
- Стиг Тофтинг
- Тобијас Хејсен
- Теди Лучић
- Ким Калстром
- Нкола Зечевић